# میدوری هوندا
میدوری هوندا (ژاپنی: 本田 美登里؛ زادهٔ ۱۶ نوامبر ۱۹۶۴) بازیکن فوتبال اهل ژاپن و عضو تیم ملی فوتبال ژاپن است که در تاریخ ۷ ژوئن ۱۹۸۱ میلادی اولین بازی ملی‌اش را انجام داد. او در ۴۳ بازی ملی حضور داشت و آخرین بازی ملی خود را در تاریخ ۲۱ نوامبر ۱۹۹۱ میلادی انجام داد. میدوری هوندا در بازی‌های ملی‌اش
گلی به ثمر نرساند.